# 美し国おこし・三重

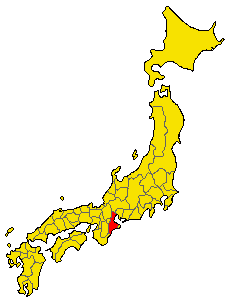

美し国おこし・三重 （うましくにおこし・みえ） は、三重県で2009年から2014年までの6年間にわたって展開されていた三重県の取り組みの一つである。

## 概要
『日本書紀』などの倭姫命伝説では「美し国」と称された、理想的な地域づくり「文化力」を生かした自立・持続可能な地域づくりを目指し、文化力を生かし、地域資源の持つ多面的な価値に着目して、その地域ならではの埋もれた魅力の再発見、磨きあげを行うとともに、県内各地で既に展開されている地域づくり、まちづくりの取り組みをさらに加速させ、自立・持続可能な地域づくりにつなげていくことが主体で、当時三重県知事であった野呂昭彦の政策の一つであった。

## 美し国
「うまし国」という言葉は、文献では、「日本書紀」巻六　垂仁天皇25年3月の条、天照御大神の祭祀を倭姫命に託した一節に初見される。
広辞苑によれば、「うまし（美し・甘し・旨し）」は「うまい」ことであり、「美し」は「満ち足りたよい国。美しい国」とある。つまり「美し国」とは、海や山の自然に恵まれ、心が満たされる地域。

## 文化力
「文化」を芸術や文化財だけでなく、「生活の質を高めるための人々のさまざまな活動及びその効果」と広く定義したうえで、「文化」の持つ、人や地域を元気にし、暮らしをより良くしていく力及び人や地域が持っている人々を引きつけ魅了する力」を「文化力」ととらえている。

## 目的
「文化力」を生かした自立・持続可能な地域づくり

## 取組の柱
1. 自発的な地域づくりグループへの支援
2. 自立性・持続性を高める仕組みづくり
3. 新たなイベントスタイルによる地域力の結集と成果の情報発信

## スケジュール
2009年から2014年までの6年間にわたって展開されていた。

## 構成
1. 地域での美し国おこし
2. テーマに基づき全県的に取り組む美し国おこし
3. 節目に行う効果的な情報発信の取り組み

## テーマ
「めぐる つぐむ はぐくむ 常若の三重」